# Бізенті
Бізенті (італ. Bisenti) — муніципалітет в Італії, у регіоні Абруццо, провінція Терамо.
Бізенті розташоване на відстані близько 130 км на північний схід від Рима, 39 км на північний схід від Л'Аквіли, 17 км на південний схід від Терамо.
Населення — 1677 осіб (31 грудня 2022).

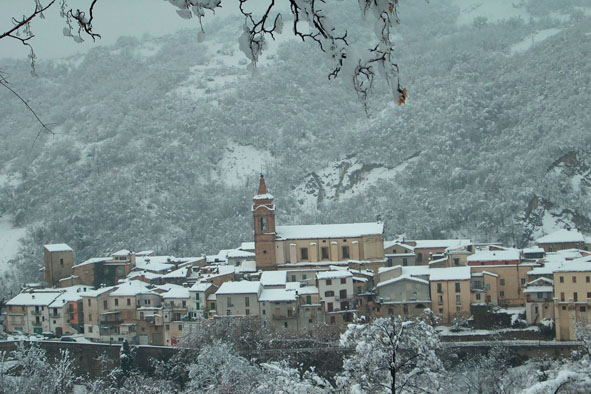

Щорічний фестиваль відбувається 17 травня, 2 серпня. Покровитель — San Pasquale Baylon.

## Демографія
Населення за роками:

Станом на 1 січня 2023 року в муніципалітеті офіційно проживало 77 іноземців з 18 країн, серед них 29 громадян країн Євросоюзу.

## Сусідні муніципалітети
- Арсіта
- Кастель-Кастанья
- Кастеллі
- Кастільйоне-Мессер-Раїмондо
- Челліно-Аттаназіо
- Черміньяно
- Пенне